# 210032 Enricocastellani
210032 Enricocastellani este o planetă minoră (asteroid) din centura de asteroizi. A fost descoperită pe 16 iulie 2006 la Borbona de Vincenzo Silvano Casulli⁠(d). 
Obiectul prezintă o orbită caracterizată de o semiaxă mare de 2,7101601990698 UAi, o excentricitate de 0,02, o înclinație de 5,1 ° în raport cu ecliptica.